# Salix floccosa
Salix floccosa är en videväxtart som beskrevs av Isaac Henry Burkill. Salix floccosa ingår i släktet viden, och familjen videväxter. Inga underarter finns listade i Catalogue of Life.